# Miklós Nagy (jurnalist)
Miklós Nagy (n. 30 mai 1840, Turda, Imperiul Austriac – d. 10 iulie 1907, Budapesta, Austro-Ungaria) a fost un jurnalist maghiar, care a condus timp de aproape 40 de ani săptămânalul Vasárnapi Ujság în calitate de redactor-șef.
A fost fiul pastorului reformat, jurnalistului și profesorului Ferenc Nagy.

## Cariera profesională
S-a născut la Turda ca fiu al lui Ferenc Nagy (profesor la un liceu din Cluj) și al Juliannei Simon. A urmat studii liceale la Cluj, apoi a studiat dreptul la Universitatea din Pesta. A lucrat încă din anii studenției la diferite cotidiane și săptămânale. A colaborat din 1863 la săptămânalul  Vasárnapi Ujság, scriind în principal biografii ale mai multor personalități politice și literare și articole de popularizare. După moartea redactorului șef Albert Pákh în 1867, a preluat conducerea popularului săptămânal și a continuat să desfășoare această activitate până în 1905.
Activitatea sa editorială a fost caracterizată printr-un zel extraordinar și prin respect față de literatura serioasă. În cursul celor aproape patru decenii de redactare a săptămânalului Vasárnapi Ujság a impus un standard înalt, atrăgând colaborarea periodică a celor mai mari scriitori maghiari și a celor mai valoroși ilustratori. Din moment ce săptămânalul era în principal un ziar pentru familiile educate, Miklós Nagy a fondat pentru publicul larg revistele Képes Néplap (1873) și Világkrónik.
A editat, împreună cu Jókai, seria Osztrák-magyar monarchia írásban és képben, lansată în 1885 de prințul moștenitor Rudolf.